# オーウェン・オーザニッチ
オーウェン・オーザニッチ（Owen Ozanich、1989年6月23日 - ）は、フランスのローヌ＝アルプ地域圏オート＝サヴォワ県アヌマッス出身のプロ野球選手（投手）。フランス・ディヴィジオン・アンのモンペリエ・バラクーダス所属。

## 経歴
1989年6月25日に、フランスのローヌ＝アルプ地域圏オート＝サヴォワ県アヌマッスで生まれる。その後は渡米し、バーモント大学に進学。
2011年、母国フランスのルーアン・ハスキーズ'76に入団。オフにはオーストラリアのウィンターリーグであるオーストラリアン・ベースボールリーグ（ABL）のアデレード・バイトに所属した。
2012年9月には、第3回WBC予選のフランス代表に選出された。
2014年8月28日に、この年から開催されたフランス国際野球大会のフランス代表メンバーが発表され、代表入りした。また、第33回ヨーロッパ野球選手権大会のフランス代表にも選出された。
2015年2月17日には、「GLOBAL BASEBALL MATCH 2015 侍ジャパン 対 欧州代表」の欧州代表にフランス人として唯一選出された事が発表された。
5月31日に、2015年夏季ユニバーシアードの野球フランス代表暫定ロースターが発表され、後に正式にフランス代表に選出されている。
2019年よりイタリア・セリエA1のパルマ・ベースボールクラブに移籍。
2020年より国内復帰し、かつて所属したルーアン・ハスキーズ'76のリーグでのライバルであるモンペリエ・バラクーダスに入団した。

## 詳細情報

### 代表歴
- 2013 ワールド・ベースボール・クラシック・フランス代表
- 2014年フランス国際野球大会フランス代表
- 2014年ヨーロッパ野球選手権大会フランス代表
- 2015年夏季ユニバーシアード野球フランス代表
- 2017 ワールド・ベースボール・クラシック・フランス代表
- 2023 ワールド・ベースボール・クラシック・フランス代表